# Владе Кнежевине Србије
На овој страници се налази списак Влада Кнежевине Србије у време њиховог постојања, од 1834. до 1882. године. Влада се у то време звала Централно правленије (до 1861), а потом Министарски савет (од 1861). Датуми су записани по јулијанском календару, тада важећем у Србији, као и по грегоријанском који је у Србији прихваћен 1919. године.

## Владе у време прве владавине кнезаМилоша Обреновића
| Функција                                                           | Име и презиме       | Детаљи                                                                           |
| ------------------------------------------------------------------ | ------------------- | -------------------------------------------------------------------------------- |
| Попечитељ Правосудија и Просвештенија и цензор наши Сербски новина | Лазар Теодоровић    | од 27.3/8.4. 1834. Од средине 1834. само Попечитељство Правосудија               |
| Попечитељ внутрени дјела                                           | Ђорђе Протић        | од 11/23.4. 1834.                                                                |
| Попечитељ финансија                                                | Коца Марковић       | од 23.4/5.5. 1834.                                                               |
| Попечитељ војени дјела                                             | Тома Вучић-Перишић  | од 2/14.6. 1834.                                                                 |
| Попечитељ инострани дјела                                          | Димитрије Давидовић | од 8/20.6. 1834. Од средине 1834 — Попечитељство иностраних дела и Просвештенија |

| Функција                                                      | Име и презиме           | Детаљи                                |
| ------------------------------------------------------------- | ----------------------- | ------------------------------------- |
| Председатељ Државног совјета и његове Законоизвршителне части | Коца Марковић           |                                       |
| Попечитељ инострани дјела                                     | Аврам Петронијевић      |                                       |
| Попечитељ внутрени дјела                                      | Димитрије Давидовић     | до 16/28.3. 1835.                     |
| Попечитељ правосудија                                         | Лазар Теодоровић        | до краја фебруара/почетка марта 1835. |
| Попечитељ финансија                                           | Алекса Симић            | до половине марта 1835.               |
| Попечитељ просвештенија                                       | Димитрије Давидовић     | до 16/28.3. 1835.                     |
| Попечитељ просвештенија и врховни надзиратељ карантина        | Стефан Стефановић Тенка | од 30.5/11.6. 1838.                   |
| Попечитељ војени дјела                                        | Милета Радојковић       | до средине марта 1835.                |
| Попечитељ војени дјела                                        | Теодор Хербез           | од 29.6/11.7. 1835.                   |

| Функција                                         | Име и презиме           | Детаљи             |
| ------------------------------------------------ | ----------------------- | ------------------ |
| Представник књажески и попечитељ иностраних дела | Аврам Петронијевић      | до 26.4/8.5. 1840. |
| Представник књажески и попечитељ иностраних дела | Паун Јанковић           | заступник          |
| Попечитељ внутрених дела                         | Ђорђе Протић            |                    |
| Попечитељ правосудија и просвештенија            | Стефан Стефановић Тенка |                    |
| Попечитељ финансија                              | Алекса Симић            |                    |

## Влада у време прве владавине кнезаМихаила Обреновића
| Функција                                         | Име и презиме     | Детаљи                                                  |
| ------------------------------------------------ | ----------------- | ------------------------------------------------------- |
| Представник књажески и попечитељ иностраних дела | Ђорђе Протић      | привремен до 12/24.6.1840. када је утврђен у звању      |
| Попечитељ внутрених дела                         | Цветко Рајовић    | привремен од 4/16.5.1840, утврђен у звању 13/25.5.1842. |
| Попечитељ правосудија и просвештенија            | Стефан Стефановић | до 5/17.5.1840.                                         |
| Попечитељ правосудија и просвештенија            | Лазар Теодоровић  | привремен, до 5/17.6.1840.                              |
| Попечитељ правосудија и просвештенија            | Голуб Петровић    | до 14/26.6.1840.                                        |
| Попечитељ правосудија и просвештенија            | Стефан Радичевић  |                                                         |
| Попечитељ финансија                              | Цветко Рајовић    | привремен, од 4/16.5.1840.                              |
| Попечитељ финансија                              | Анта Протић       | од 13/25.5.1840.                                        |
| Попечитељ финансија                              | Павле Станишић    | од 13/25.5.1841.                                        |

## Владе у време кнезаАлександра Карађорђевића
| Функција                           | Име и презиме      | Детаљи |
| ---------------------------------- | ------------------ | ------ |
| Председатељ привременог правленија | Аврам Петронијевић |        |
| Предводитељ народа                 | Тома Вучић Перишић |        |

| Функција                                         | Име и презиме      | Детаљи                         |
| ------------------------------------------------ | ------------------ | ------------------------------ |
| Књажески представник и попечитељ иностраних дела | Аврам Петронијевић | до 8/20.6. 1843.               |
| Књажески представник и попечитељ иностраних дела | Алекса Јанковић    | заступник, до 24.9/6.10. 1843. |
| Попечитељ внутрени дела                          | Тома Вучић Перишић | до 8/20.6. 1843.               |
| Попечитељ внутрени дела                          | Илија Гарашанин    | заступник                      |
| Попечитељ правосудија и просвештенија            | Паун Јанковић      |                                |
| Попечитељ финансија                              | Павле Станишић     |                                |

| Функција                                                   | Име и презиме   | Детаљи                                |
| ---------------------------------------------------------- | --------------- | ------------------------------------- |
| Привремени књажески представник и попечитељ инострани дела | Алекса Симић    |                                       |
| Привремени књажески представник и попечитељ инострани дела | Алекса Јанковић | заступник, 24.9/6.10 — 5/17.11. 1843. |
| Попечитељ внутрени дела                                    | Илија Гарашанин |                                       |
| Попечитељ правосудија и просвештенија                      | Паун Јанковић   |                                       |
| Попечитељ финансија                                        | Павле Станишић  |                                       |

| Функција                                         | Име и презиме      | Детаљи                             |
| ------------------------------------------------ | ------------------ | ---------------------------------- |
| Књажески представник и попечитељ иностраних дела | Аврам Петронијевић |                                    |
| Књажески представник и попечитељ иностраних дела | Алекса Јанковић    | заступник, 10/22.4 — 13/25.9.1852. |
| Попечитељ внутрени дела                          | Илија Гарашанин    |                                    |
| Попечитељ правосудија и просвештенија            | Паун Јанковић      | до 23.1/4.2. 1847.                 |
| Попечитељ правосудија и просвештенија            | Алекса Јанковић    | привремено, до 10/22.3. 1848.      |
| Попечитељ правосудија и просвештенија            | Стефан Стефановић  | до 22.7/3.8. 1848.                 |
| Попечитељ правосудија и просвештенија            | Лазар Арсенијевић  | привремено, до 16/28.11. 1849.     |
| Попечитељ правосудија и просвештенија            | Алекса Симић       |                                    |
| Попечитељ финансија                              | Павле Станишић     | до 23.1/4.2. 1847.                 |
| Попечитељ финансија                              | Радован Дамњановић | привремено, до 21.8/2.9. 1848.     |
| Попечитељ финансија                              | Паун Јанковић      |                                    |

| Функција                                         | Име и презиме        | Детаљи                         |
| ------------------------------------------------ | -------------------- | ------------------------------ |
| Књажески представник и попечитељ иностраних дела | Илија Гарашанин      |                                |
| Попечитељ внутрених дела                         | Александар Ненадовић | заступник, до 25.9/6.10. 1852. |
| Попечитељ внутрених дела                         | Алекса Симић         |                                |
| Попечитељ правосудија и просвештенија            | Алекса Симић         | до 15/27.9. 1852.              |
| Попечитељ правосудија и просвештенија            | Лазар Арсенијевић    | привремено, од 15/27.9. 1852.  |
| Попечитељ финансија                              | Паун Јанковић Баћа   |                                |

| Функција                                         | Име и презиме        | Детаљи                                        |
| ------------------------------------------------ | -------------------- | --------------------------------------------- |
| Књажески представник и попечитељ иностраних дела | Алекса Симић         |                                               |
| Попечитељ внутрени дела                          | Александар Ненадовић | заступник, до 14/26.12. 1854.                 |
| Попечитељ внутрени дела                          | Стеван Книћанин      | до 21.12.1854/2.1.1855.                       |
| Попечитељ внутрени дела                          | Стеван Магазиновић   |                                               |
| Попечитељ правосудија и просвештенија            | Лазар Арсенијевић    | привремено, до 14/26.12. 1854.                |
| Попечитељ правосудија и просвештенија            | Алекса Јанковић      | до 21.12.1854/2.1.1855.                       |
| Попечитељ правосудија и просвештенија            | Стефан Марковић      | до 16/28.12. 1855.                            |
| Попечитељ финансија                              | Паун Јанковић        | до 14/26.12. 1854.                            |
| Попечитељ финансија                              | Александар Ненадовић | привремено до 9/21.12. 1855, а од тада сталан |

| Функција                                        | Име и презиме        | Детаљи |
| ----------------------------------------------- | -------------------- | ------ |
| Књажески представник и попечитељ инострани дела | Алекса Јанковић      |        |
| Попечитељ внутрени дела                         | Радован Дамњановић   |        |
| Попечитељ правосудија и просвештенија           | Стефан Марковић      |        |
| Попечитељ финансија                             | Александар Ненадовић |        |

| Функција                                        | Име и презиме        | Детаљи                                       |
| ----------------------------------------------- | -------------------- | -------------------------------------------- |
| Књажески представник и попечитељ инострани дела | Стефан Марковић      |                                              |
| Попечитељ внутрени дела                         | Радован Дамњановић   |                                              |
| Попечитељ правосудија и просвештенија           | Димитрије Црнобарац  | вршилац дужности, 29.5/10.6 — 16/28.9. 1856. |
| Попечитељ финансија                             | Александар Ненадовић |                                              |

| Функција                                        | Име и презиме          | Детаљи |
| ----------------------------------------------- | ---------------------- | ------ |
| Књажески представник и попечитељ инострани дела | Алекса Симић           |        |
| Попечитељ внутрени дела                         | Константин Николајевић |        |
| Попечитељ правосудија и просвештенија           | Стефан Марковић        |        |
| Попечитељ финансија                             | Јован Мариновић        |        |

| Функција                                        | Име и презиме          | Детаљи |
| ----------------------------------------------- | ---------------------- | ------ |
| Књажески представник и попечитељ инострани дела | Стефан Марковић        |        |
| Попечитељ внутрени дела                         | Константин Николајевић |        |
| Попечитељ правосудија и просвештенија           | Јеремија Станојевић    |        |
| Попечитељ финансија                             | Јован Мариновић        |        |

| Функција                                                   | Име и презиме             | Детаљи                                             |
| ---------------------------------------------------------- | ------------------------- | -------------------------------------------------- |
| Привремени књажески представник и попечитељ инострани дела | Стеван Магазиновић        | до 30.1/11.2. 1859, у истом звању до 6/18.4. 1859. |
| Попечитељ внутрени дела                                    | Илија Гарашанин           | до 7/19.1.1859.                                    |
| Попечитељ внутрени дела                                    | Стојан Јовановић Лешјанин | привремено, до 30.1/11.2. 1859.                    |
| Попечитељ внутрени дела                                    | Миливоје Јовановић        |                                                    |
| Попечитељ правосудија и просвештенија                      | Димитрије Црнобарац       | до 30.1/11.2. 1859.                                |
| Попечитељ правосудија и просвештенија                      | Јевтимије Угричић         |                                                    |
| Попечитељ финансија                                        | Јован Вељковић            | до 30.1/11.2. 1859.                                |
| Попечитељ финансија                                        | Теодор Хербез             |                                                    |

## Влада у време друге владавине кнезаМилоша Обреновића
После Светоандрејске скупштине и повратка на власт кнеза Милоша Обреновића реконструисана је претходна Влада 30.1/11.2. 1859. тако што су промењени сви министри осим председника Владе.
| Функција                                          | Име и презиме       | Детаљи                               |
| ------------------------------------------------- | ------------------- | ------------------------------------ |
| Представник књажевски и попечитељ иностраних дела | Цветко Рајовић      |                                      |
| Попечитељ внутрених дела                          | Миливоје Јовановић  | до 22.6/4.7. 1859.                   |
| Попечитељ внутрених дела                          | Јеврем Грујић       | вршилац дужности, до 23.7/4.8. 1859. |
| Попечитељ внутрених дела                          | Владислав Вујовић   | до 9/21.2. 1860.                     |
| Попечитељ внутрених дела                          | Ђорђе Миловановић   | привремено                           |
| Попечитељ правосудија и просвештенија             | Јевтимије Угричић   | до 3/15.10. 1859.                    |
| Попечитељ правосудија и просвештенија             | Димитрије Црнобарац | до 22.10/3.11. 1859.                 |
| Попечитељ правосудија                             | Маринко Радовановић | 22.10/3.11.1859 — 9/21.2.1860.       |
| Попечитељ правосудија                             | Јован Филиповић     | привремено, до 12/24.3. 1860.        |
| Попечитељ правосудија                             | Јеврем Грујић       | вршилац дужности, до 6/18.4. 1860.   |
| Попечитељ правосудија                             | Матија Симић        |                                      |
| Попечитељ финансија                               | Теодор Хербез       |                                      |
| Попечитељ просвештенија                           | Димитрије Матић     | 22.10/3.11.1859 — 20.3/1.4.1860.     |
| Попечитељ просвештенија                           | Љубомир Ненадовић   |                                      |

## Владе у време друге владавине кнезаМихаила Обреновића
| Функција                                          | Име и презиме    | Детаљи                                         |
| ------------------------------------------------- | ---------------- | ---------------------------------------------- |
| Представник књажевски и попечитељ иностраних дела | Филип Христић    |                                                |
| Попечитељ внутрених дела                          | Никола Христић   |                                                |
| Попечитељ правосудија                             | Јеврем Грујић    | до 28.6/10.7. 1861.                            |
| Попечитељ правосудија                             | Ђорђе Д. Ценић   |                                                |
| Попечитељ финансија                               | Јован Гавриловић |                                                |
| Попечитељ просвештенија                           | Јован Филиповић  |                                                |
| Управа просветних дела (формирана 4/16.11. 1860)  | Јован Филиповић  | управник, 11/23.11. 1860 — 29.12.1860/9.1.1861 |

| Функција                          | Име и презиме               | Детаљи                                  |
| --------------------------------- | --------------------------- | --------------------------------------- |
| Председатељ Министарског савета   | Илија Гарашанин             | до 3/15.11.1867.                        |
| Председатељ Министарског савета   | Никола Христић              | отправник дужности                      |
| Министар иностраних дела          | Илија Гарашанин             | до 3/15.11.1867.                        |
| Министар иностраних дела          | Јован Ристић                | до 21.11/3.12.1867.                     |
| Министар иностраних дела          | Милан Петронијевић          |                                         |
| Министар унутрашњих послова       | Никола Христић              |                                         |
| Министар правде                   | Ђорђе Д. Ценић              | до 23.12.1861/4.1.1862.                 |
| Министар правде                   | Рајко Лешјанин              |                                         |
| Министар финансија                | Јован Гавриловић            | до 11/23.12.1861.                       |
| Министар финансија                | Коста Цукић                 |                                         |
| Министар просвете и црквених дела | Јован Филиповић             | до 29.12.1861/9.1.1862.                 |
| Министар просвете и црквених дела | Коста Цукић                 | заступник                               |
| Министар војени                   | Иполит Монден               | 10/22.4.1862 — 2/14.4.1865.             |
| Министар војени                   | Миливоје Петровић Блазнавац |                                         |
| Министар грађевина                | Иполит Монден               | заступник, 27.4/9.5.1862 — 2/14.4.1865. |
| Министар грађевина                | Миливоје Петровић Блазнавац | заступник                               |

| Функција                                           | Име и презиме               | Детаљи                     |
| -------------------------------------------------- | --------------------------- | -------------------------- |
| Председник Министарства и министар унутрашњих дела | Никола Христић              |                            |
| Министар иностраних дела                           | Милан Петронијевић          |                            |
| Министар правде                                    | Рајко Лешјанин              |                            |
| Министар финансија                                 | Коста Цукић                 |                            |
| Министар просвете и црквених дела                  | Коста Цукић                 | заступник, до 1/13.1.1868. |
| Министар просвете и црквених дела                  | Димитрије Црнобарац         |                            |
| Министар војске                                    | Миливоје Петровић Блазнавац |                            |
| Министар грађевина                                 | Миливоје Петровић Блазнавац | заступник                  |

## Владе у време намесништва
| Функција                          | Име и презиме       | Детаљи                        |
| --------------------------------- | ------------------- | ----------------------------- |
| Председник и министар правде      | Ђорђе Д. Ценић      |                               |
| Министар иностраних дела          | Радивоје Милојковић | заступник, до 24.9/6.10.1868. |
| Министар иностраних дела          | Димитрије Матић     | заступник                     |
| Министар унутрашњих дела          | Радивоје Милојковић |                               |
| Министар финансија                | Панта Јовановић     |                               |
| Министар просвете и црквених дела | Панта Јовановић     | заступник, до 23.9/5.10 1868. |
| Министар просвете и црквених дела | Димитрије Матић     |                               |
| Министар војени                   | Јован Бели-Марковић |                               |
| Министар грађевина                | Јован Бели-Марковић | заступник                     |

| Функција                              | Име и презиме       | Детаљи           |
| ------------------------------------- | ------------------- | ---------------- |
| Председник и министар унутрашњих дела | Радивоје Милојковић |                  |
| Министар иностраних дела              | Димитрије Матић     | заступник        |
| Министар правде                       | Јован Илић          | до 12/24.1.1871. |
| Министар правде                       | Стојан Вељковић     |                  |
| Министар финансија                    | Панта Јовановић     |                  |
| Министар просвете и црквених дела     | Димитрије Матић     |                  |
| Министар војени                       | Јован Бели-Марковић |                  |
| Министар грађевина                    | Јован Бели-Марковић | заступник        |

## Владе у време кнезаМилана Обреновића
| Функција                          | Име и презиме               | Детаљи                             |
| --------------------------------- | --------------------------- | ---------------------------------- |
| Председник                        | Миливоје Петровић Блазнавац | до 24.3/5.4.1873.                  |
| Председник                        | Јован Ристић                | заступник                          |
| Министар иностраних дела          | Јован Ристић                |                                    |
| Министар унутрашњих дела          | Радивоје Милојковић         | до 19/31.8.1872.                   |
| Министар унутрашњих дела          | Марко Лазаревић             |                                    |
| Министар правде                   | Стојан Вељковић             |                                    |
| Министар финансија                | Панта Јовановић             |                                    |
| Министар просвете и црквених дела | Стојан Вељковић             | заступник, до 19.2.1873. (ст. кл.) |
| Министар просвете и црквених дела | Коста Јовановић             |                                    |
| Министар војни                    | Миливоје Петровић Блазнавац | до 24.3/5.4.1873.                  |
| Министар војни                    | Јован Ристић                | заступник                          |
| Министар грађевина                | Миливоје Петровић Блазнавац | заступник, до 24.3/5.4.1873.       |
| Министар грађевина                | Панта Јовановић             | заступник                          |

| Функција                                           | Име и презиме     | Детаљи                      |
| -------------------------------------------------- | ----------------- | --------------------------- |
| Председник Министарства и министар иностраних дела | Јован Ристић      |                             |
| Министар унутрашњих дела                           | Јован Туцаковић   |                             |
| Министар правде                                    | Марко Лазаревић   |                             |
| Министар финансија                                 | Панта Јовановић   | до 12/24.8.1873.            |
| Министар финансија                                 | Марко Лазаревић   | заступник, до 18/30.8.1873. |
| Министар финансија                                 | Чедомиљ Мијатовић |                             |
| Министар просвете и црквених дела                  | Стојан Новаковић  |                             |
| Министар војске                                    | Милојко Лешјанин  |                             |
| Министар грађевина                                 | Ранко Алимпић     |                             |

| Функција                              | Име и презиме     | Детаљи             |
| ------------------------------------- | ----------------- | ------------------ |
| Председник и министар иностраних дела | Јован Мариновић   |                    |
| Министар унутрашњих дела              | Аћим Чумић        |                    |
| Министар правде                       | Ђорђе Д. Ценић    |                    |
| Министар финансија                    | Чедомиљ Мијатовић |                    |
| Министар просвете и црквених дела     | Филип Христић     |                    |
| Министар војни                        | Коста Протић      |                    |
| Министар грађевина                    | Коста Магазиновић | до 23.5/6.6. 1874. |
| Министар грађевина                    | Љубомир Ивановић  |                    |

| Функција                              | Име и презиме    | Детаљи            |
| ------------------------------------- | ---------------- | ----------------- |
| Председник и министар унутрашњих дела | Аћим Чумић       |                   |
| Министар иностраних дела              | Милан Пироћанац  | до 20.1/1.2.1875. |
| Министар иностраних дела              | Милан Богићевић  | заступник         |
| Министар правде                       | Милан Богићевић  |                   |
| Министар финансија                    | Љубомир Каљевић  | до 20.1/1.2.1875. |
| Министар финансија                    | Стојан Новаковић | заступник         |
| Министар просвете и црквених дела     | Стојан Новаковић |                   |
| Министар војени                       | Коста Протић     |                   |
| Министар грађевина                    | Љубомир Ивановић |                   |

| Функција                              | Име и презиме        | Детаљи           |
| ------------------------------------- | -------------------- | ---------------- |
| Председник и министар унутрашњих дела | Данило Стефановић    |                  |
| Министар иностраних дела              | Милан Богићевић      |                  |
| Министар правде                       | Ђорђе Миловановић    | до 17/29.3.1875. |
| Министар правде                       | Димитрије Г. Радовић |                  |
| Министар финансија                    | Чедомиљ Мијатовић    |                  |
| Министар просвете и црквених дела     | Стојан Новаковић     |                  |
| Министар војени                       | Коста Протић         |                  |
| Министар грађевина                    | Манојло Марић        |                  |

| Функција                          | Име и презиме       | Детаљи |
| --------------------------------- | ------------------- | ------ |
| Председник и министар грађевине   | Стевча Михаиловић   |        |
| Министар иностраних дела          | Јован Ристић        |        |
| Министар унутрашњих дела          | Јеврем Грујић       |        |
| Министар правде                   | Радивоје Милојковић |        |
| Министар финансија                | Коста Јовановић     |        |
| Министар просвете и црквених дела | Алимпије Васиљевић  |        |
| Министар војени                   | Тихомиљ Николић     |        |

| Функција                              | Име и презиме       | Детаљи            |
| ------------------------------------- | ------------------- | ----------------- |
| Председник и министар унутрашњих дела | Љубомир Каљевић     |                   |
| Министар иностраних дела              | Ђорђе М. Павловић   |                   |
| Министар правде                       | Стојан Марковић     |                   |
| Министар финансија                    | Милован Т. Јанковић | до 5/17.12. 1875. |
| Министар финансија                    | Стеван Здравковић   | вршилац дужности  |
| Министар просвете и црквених дела     | Стојан Бошковић     |                   |
| Министар војени                       | Тихомиљ Николић     |                   |
| Министар грађевине                    | Стеван Здравковић   |                   |

| Функција                          | Име и презиме       | Детаљи              |
| --------------------------------- | ------------------- | ------------------- |
| Председник и министар грађевина   | Стевча Михаиловић   |                     |
| Председник и министар грађевина   | Јован Ристић        | заступао по потреби |
| Министар иностраних дела          | Јован Ристић        |                     |
| Министар унутрашњих дела          | Радивоје Милојковић |                     |
| Министар правде                   | Јеврем Грујић       |                     |
| Министар финансија                | Владимир Јовановић  |                     |
| Министар просвете и црквених дела | Алимпије Васиљевић  |                     |
| Министар војни                    | Тихомиљ Николић     | до 4/16.11.1876.    |
| Министар војни                    | Сава Грујић         |                     |

| Функција                                           | Име и презиме       | Детаљи                                             |
| -------------------------------------------------- | ------------------- | -------------------------------------------------- |
| Председник Министарства и министар иностраних дела | Јован Ристић        |                                                    |
| Министар унутрашњих дела                           | Радивоје Милојковић | до 25.7/6.8. 1879.                                 |
| Министар унутрашњих дела                           | Јаков Туцаковић     | до 5/17.6. 1880.                                   |
| Министар унутрашњих дела                           | Радивоје Милојковић |                                                    |
| Министар правде                                    | Димитрије Матић     | до 5/17.12. 1879.                                  |
| Министар правде                                    | Стојан Вељковић     | до 5/17.6. 1880.                                   |
| Министар правде                                    | Јован Ђ. Авакумовић |                                                    |
| Министар финансија                                 | Владимир Јовановић  | до 15/27.11. 1879.                                 |
| Министар финансија                                 | Илија Маретић       | до 5/17.6 1880.                                    |
| Министар финансија                                 | Владимир Јовановић  |                                                    |
| Министар просвете и црквених дела                  | Алимпије Васиљевић  | до 8/20.3. 1879.                                   |
| Министар просвете и црквених дела                  | Стојан Бошковић     | до 5/17.6.1880.                                    |
| Министар просвете и црквених дела                  | Алимпије Васиљевић  |                                                    |
| Министар војске                                    | Јован Мишковић      |                                                    |
| Министар грађевина                                 | Ранко Алимпић       | до 14/26.4.1880.                                   |
| Министар грађевина                                 | Стеван Здравковић   | заступник, до 5/17.6.1880, а тада потврђен у звању |

| Функција                          | Име и презиме        | Детаљи                                        |
| --------------------------------- | -------------------- | --------------------------------------------- |
| Председник министарства           | Милан Пироћанац      |                                               |
| Министар иностраних дела          | Чедомиљ Мијатовић    | до 10/22.10.1881.                             |
| Министар иностраних дела          | Милан Пироћанац      |                                               |
| Министар унутрашњих дела          | Милутин Гарашанин    |                                               |
| Министар правде                   | Милан Пироћанац      | до 10/22.10.1881.                             |
| Министар правде                   | Димитрије Г. Радовић |                                               |
| Министар финансија                | Чедомиљ Мијатовић    | заступник, до 10/22.10.1881, а од тада сталан |
| Министар просвете и црквених дела | Стојан Новаковић     |                                               |
| Министар војени                   | Милојко Лешјанин     | до 12/24.2.1882.                              |
| Министар војени                   | Тихомиљ Николић      |                                               |
| Министар грађевина                | Јеврем П. Гудовић    | до 9/21.3.1882.                               |
| Министар грађевина                | Милутин Гарашанин    | заступник, до 4/16.1.1883.                    |
| Министар грађевина                | Јован Петровић       |                                               |
| Министар народне привреде         | Јеврем П. Гудовић    | од 18/30.3.1883.                              |